# Gérald Sprockel
 (mai 2025).
Si vous disposez d'ouvrages ou d'articles de référence ou si vous connaissez des sites web de qualité traitant du thème abordé ici, merci de compléter l'article en donnant les références utiles à sa vérifiabilité et en les liant à la section « Notes et références ».
Gerald Cornelis « Corry » Sprockel (Willemstad, 16 février 1919 - Boca Raton, 29 janvier 1999) a été Premier ministre des Antilles néerlandaises par interim du 27 juin 1969 au 12 décembre 1969.

## Biographie
Gerald Sprockel naît le 16 février 1919 à Willemstad. En 1937, il obtient son diplôme de MULO (nl). En 1941, il obtient son diplôme de Droit avec son examen pratique. De 1951 à 1955, il est député et gouverneur adjoint et par intérim de Curaçao sous l'étiquette du NVP. Il quitte ensuite la politique active pour  greffier de la Cour commune de justice (nl) à Willemstad. Après les émeutes de 1969 à Curaçao et la démission de Ciro Kroon, le gouverneur Cola Debrot (pap) le nomme Premier ministre des Antilles néerlandaises le 27 juin 1969 jusqu'à la nomination de Ernesto Petronia le 12 décembre 1969. De 1970 à 1982, Gérald Sprockel est membre suppléant de la Cour de justice. Il meurt à  Boca Raton le 29 janvier 1999.